# قصر ليبيا
قصر ليبيا هي مدينة صغيرة في شمال ليبيا على بعد حوالي 40 كيلومترًا (25 ميلًا) شمال غرب البيضاء. كانت تسمى قديما (Olbia) و(Theodorias) وتم التنقيب عن أطلالها في الخمسينيات من القرن الماضي.
تحتوي المدينة على متحف يضم خمسين قطعة فسيفساء بيزنطية. وتقع على مفترق طرق بين طريق المرج - البيضاء الرئيسي شرقا وجنوبا طريق قصر ليبيا - مروعة.

## تاريخ قصر ليبيا

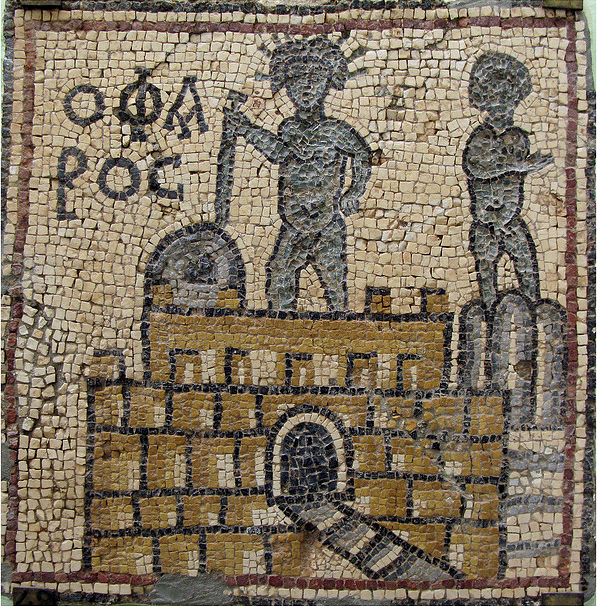
صورة منارة الإسكندرية على فسيفساء قصر ليبيا

يعود تاريخ قصر ليبيا إلى ما قبل البيزنطيين حيث أن موقع المدينة كان مستعملا من قبل الإغريق منذ القرن الرابع ق.م. ليعرف لاحقا باسم أوليبيا "olibya" أو مدينة أوليبيا القديمة. كما تأثرت المدينة بشدة من هجمات الوندال والنوميديون الذين احتلوا أجزاء من شمال أفريقيا في النصف الثاني من القرن الخامس الميلادي والربع الأول من القرن السادس للميلاد. لاحقا قام الإمبراطور البيزنطي جستنيان بإعادة تأسيسها العام 539، حيث أطلق عليها اسم «ثيودورياس» نسبة لزوجته ثيودورا التي تربت في أبولونيا المجاورة.

## متحف الفسيفساء البيزنطية
بنيت في قصر ليبيا كنيستان الأولى الكنيسة الشرقية والتي اكتشفت في العام 1957، والثانية الكنيسة الغربية والتي اكتشفت في العام 1964. كما شرع في نهاية ستينيات القرن العشرين بناء متحف أثري صغير قرب الكنيسة الغربية، عرف باسم «متحف الفسيفساء البيزنطية» افتتح في العام 1972 حيث يعرض مجموعة الأرضيات الفسيفسائية التي كانت تزين الكنيسة الغربية، كما وجد فيها فسيفساء نادرة لمنارة الإسكندرية والتي تعتبر هذه اللوحة الوحيدة لتوضح شكلها.